# 팬텀 코르세어

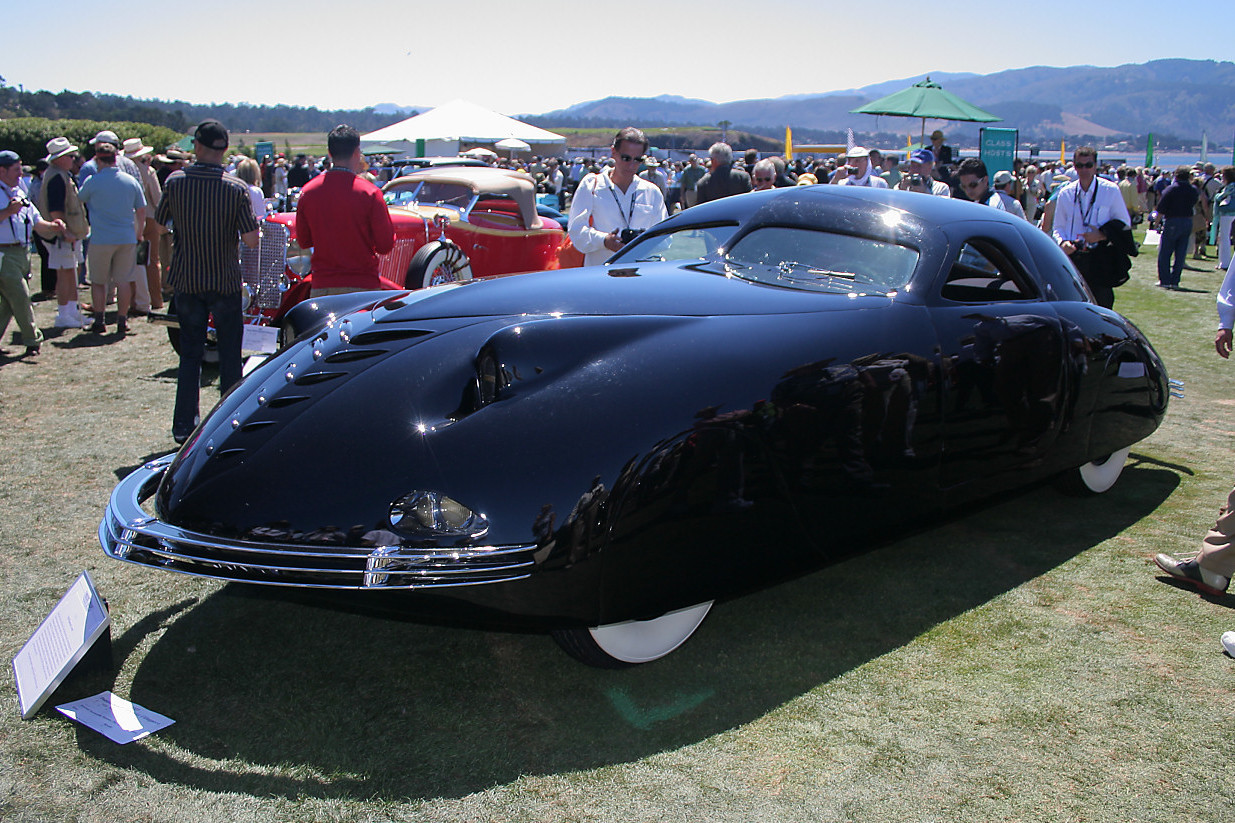

팬텀 코르세어(Phantom Corsair)는 1938년 러스트 하인츠사에서 설계한 프로토타입 자동차로, 6인승 2도어 세단이었다. 양산에 들어가지 않았기 때문에 실패작으로 여겨지지만 미래적인 디자인과 기능들 때문에 시대를 너무 앞서간 자동차로 보기도 한다.